# アカテガニ
アカテガニ（赤手蟹、学名 Chiromantes haematocheir）は、十脚目ベンケイガニ科（旧分類ではイワガニ科）に分類されるカニの一種。東アジアに分布する中型のカニで、海岸周辺の湿潤な区域で見られる。

## 形態
アカテガニの甲幅３０ｍｍ前後に達し、オスの方がメスより大きい。頭胸甲は厚みのある四角形で、複眼の下の甲側面には鋸歯がない。鉗脚は左右ほぼ同じ大きさで、オス成体は鉗脚が大きく発達し、指が湾曲して噛み合わせに隙間ができる。メスは鉗脚が小さく、噛み合わせに隙間ができない。
成体の体色は灰褐色で、背甲中央に微笑んでいるような赤い線がある（実際の口は腹面）。背甲は灰褐色だが上部が黄色や橙色に彩られ、中には背甲全面が橙色の個体もいる。オスの鉗脚上面は和名通り赤、指の部分は黄白色をしている。若い個体やメスは体色が全体的に淡い。

## 生態
中国東部、台湾、朝鮮半島、日本列島に分布する。日本では本州（青森県東通村付近）から南西諸島までに分布し、海岸や川辺に多く生息する。
海岸や川辺の岩場、土手、石垣、森林、湿地等に生息する。カニの中でも乾燥によく適応した種類で、クロベンケイガニやベンケイガニより標高が高い場所まで進出する。高所に登る習性もあり、生息地付近では春から秋にかけて人家に侵入したり、木によじ登る姿も見られる。
深さ数十cmに達する巣穴を自分で掘ることもあるが、他個体や他種の掘った巣穴、または石の隙間をそのまま利用することも多い。人が近づくとそれらの隠れ家に逃げこむが、特に決まった巣や縄張りはなく、最も近い隠れ家に素早く隠れる。また、逃げきれない場合は鋏脚を大きく振り上げて威嚇行動を行う。冬は温度差の少ない巣穴の底にひそんで冬眠する。
昼は巣穴や物陰に潜み、夜に活動する。食性は雑食性で、動物の死骸から植物まで何でも食べる。捨てられた生ごみに群がったり、水田のイネの葉を食べたり、素早い動きで小魚や昆虫、フナムシなどを捕食することもある。天敵はイノシシ、タヌキ、サギ類、魚類等だが、時に共食いすることもある。
カニは鰓呼吸をするので水がないと生きていけないが、アカテガニは鰓呼吸した水を口から吐き出し、腹部の脇を伝わせて空気に触れさせ、脚のつけ根から再び体内に取り入れている。この水の循環ができるためわずかな水で生きていくことができ、むしろ水に長時間浸かっていると溺れて死んでしまうほどである。ただしこれを長く繰り返せば水が蒸発して少なくなり、さらに体液なども混じった水は粘りけが出てくるため、口から「泡を吹く」ことになる。

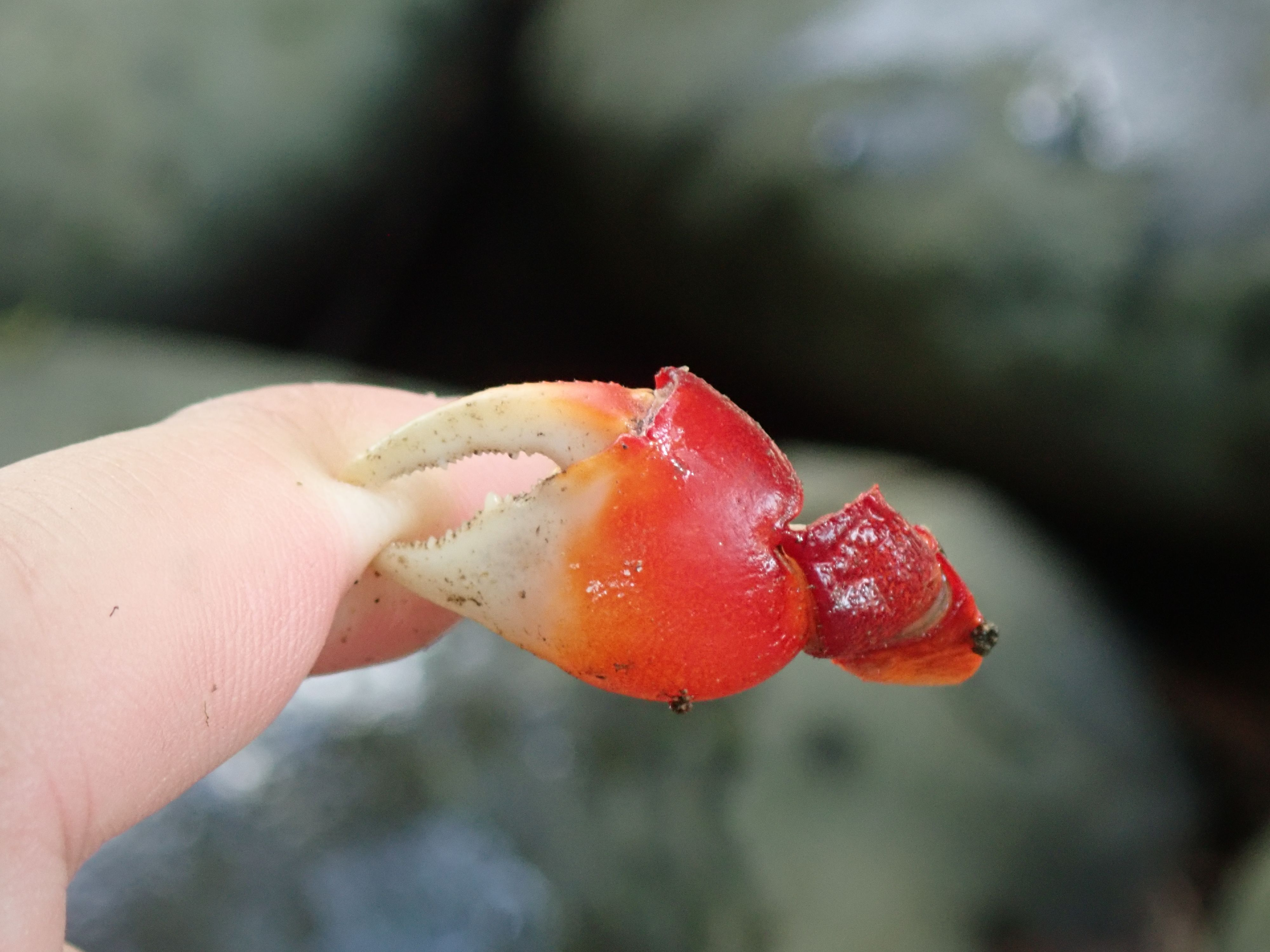
アカテガニ、自切したあとも強い力ではさみ続ける（福岡県糸島市）。

雑食性で適度な水分があれば生きていけるため、成体の飼育は容易な部類である。ただし幼生の成長には海水が必要で、飼育下での繁殖は難しい。
食用にはしないが、一部地方では脳膜炎や発熱の薬としてアカテガニをすりつぶして絞った汁を飲む民間療法が行われていた。

### 生活環
アカテガニは陸上生活に高度に適応しているが、成長過程で一時的に水で生活しなければならない。
春から夏にかけて交尾の終わったメスは産卵し、0.5mm足らずの小さな卵を腹肢にたくさん抱え孵化するまで保護する。やがて胚発生の進んだ卵は黒褐色になり、中に小さな黒い複眼が見えるようになる。黒褐色の卵を抱卵したメスは海岸に多数集まってくる。
7-8月の大潮（満月か新月）の夜、満潮の時間に合わせてメスが海岸に集合する。メスが体の半分くらいまで海水に浸かって体を細かく震わせ、腹部を開閉させると同時に卵の殻が破れてゾエア幼生が海中へ飛びだす。
煙のように泳ぎだした無数のゾエア幼生は引き潮に乗って海へと旅立つ。ゾエア幼生は体長2mm足らずで、頭胸部が大きいエビのような形をしている。海中を浮遊するプランクトン生活を送り植物プランクトンなどを捕食しながら成長するが大部分は魚などに食べられてしまい、生き残るのはごくわずかである。
ゾエア幼生は3-4週間の浮遊生活の間に5度の脱皮を経るとメガロパ幼生という形態に変態する。メガロパ幼生は脚が長くなってカニらしくなり、海底を歩くことができる。メガロパ幼生は10月頃に沿岸部に近づき、甲幅4mmほどの小ガニへ変態を終えた個体から上陸する。
上陸後1-2年はオスメスとも全身が淡黄褐色だが、成長すると鋏脚が赤く色づく。2年目には繁殖に参加し、寿命は数年-十数年ほどとみられる。

## 類似種

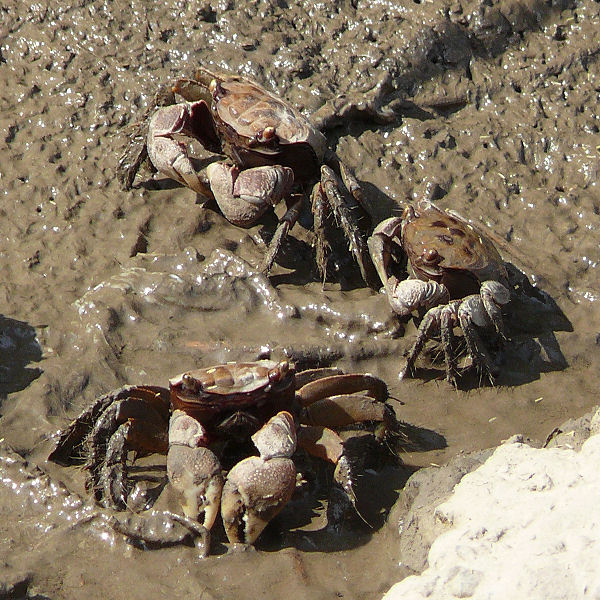
クロベンケイガニ

アカテガニの生息環境には、他にも多くのカニが生息している。
クロベンケイガニ Chiromantes dehaani (H. Milne Edwards, 1853)
甲幅35mmほど。名のとおり全身が灰褐色で、鋏脚はやや紫色を帯びる。アカテガニよりもがっしりした体つきで、水際の湿った所を好む。性質は荒く、人間に対しても威嚇してくる。
フジテガニ Clistocoeloma villosum (A. Milne-Edwards, 1869)
甲幅15mmほど。背甲は緩やかに膨らみ、表面に短毛の束がパッチ状に分布し、顆粒が散在するように見える。オス成体の鉗脚は和名通り紫色を帯びる。内湾の塩性湿地や転石地に生息し、満潮線付近の物陰に潜む。ウモレベンケイガニ属だが外見はアカテガニにも似ており、アカテガニ属に組み込む見解もある。
ウモレベンケイガニ Cl. merguiense De Man, 1888
甲幅15mmほど。体色は黒褐色で、甲の表面は凹凸がある。泥の塊のような外見であり、驚くと擬死をする。オス成体の鉗脚は黄白色になる。内湾の塩性湿地や漂着物の多い区域に生息し、満潮線付近の物陰に潜む。

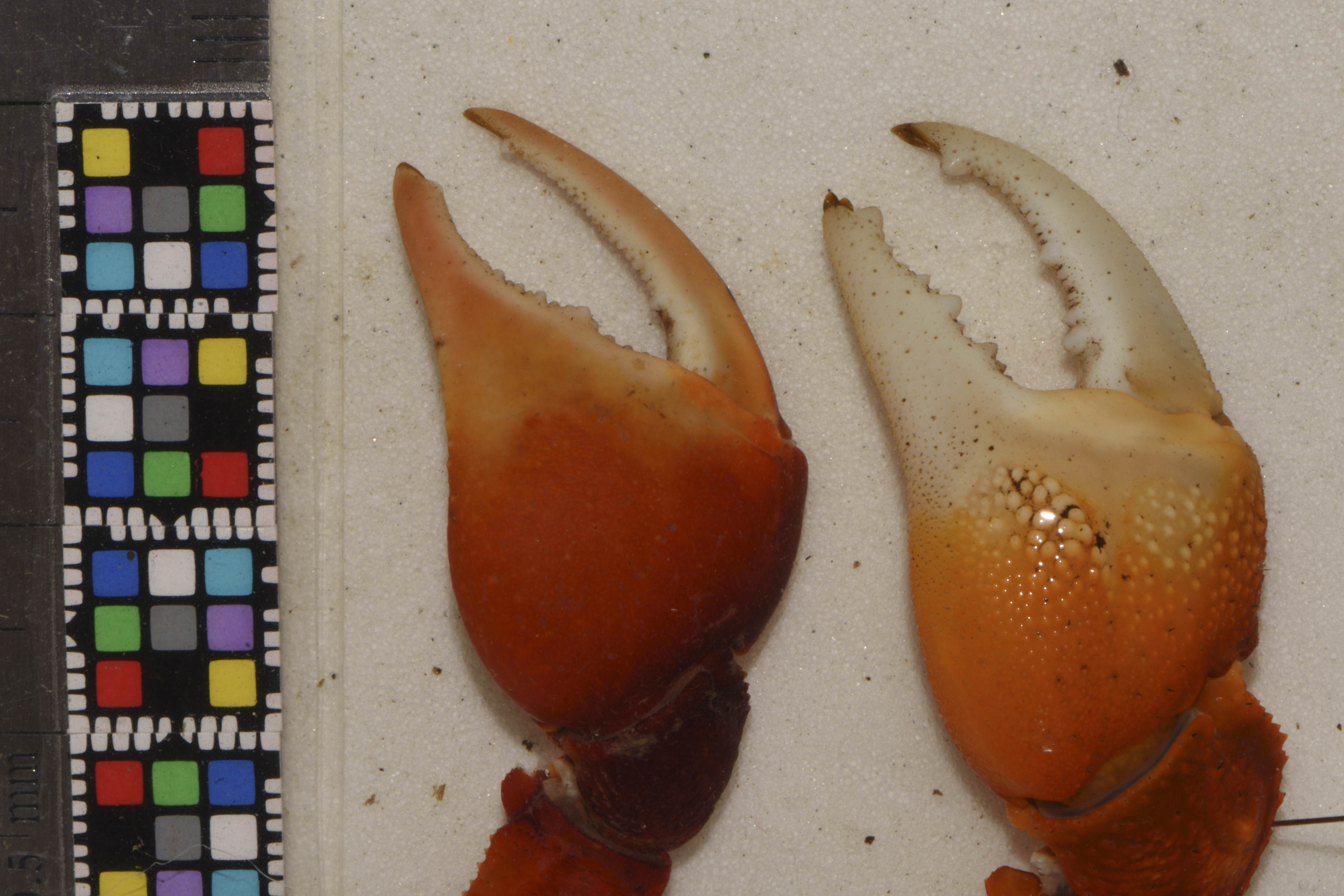
アカテガニ（左：すべすべ）とベンケイガニ（右：粒が目立つ）の違い（福岡県糸島市）。

ベンケイガニ Sesarmops intermedium (De Haan, 1835)
甲幅35mmほど。外見はアカテガニによく似るが、複眼の下に2つの鋸歯があること、鋏脚が鮮紅色ではなく橙色であることなどで区別がつく。オスは全身が朱色の個体もいる。アカテガニよりも水際の湿った所を好む。
カクベンケイガニ Parasesarma pictum (De Haan, 1835)
甲幅20mmほどで、背中側には黄褐色の地に黒いまだら模様がある。河口域や岩礁海岸、港などに生息する。生息地の個体数は多く、クロダイなどの釣り餌に利用されることもある。
ハマガニ Chasmagnathus convexus (De Haan, 1833)
体つきはアカテガニに似ているが、ベンケイガニ科ではなくモクズガニ科に属す。甲幅50mmに達し、アカテガニよりも大きい。鋏脚は左右で大きさが違い、青みを帯びる。河口域のヨシ原などに巣穴を掘って生息する。
アシハラガニ Helice tridens (De Haan, 1835)
ハマガニと同様モクズガニ科に属す。甲幅35mmほど。体は濃い青灰色で、鋏脚は黄色っぽい。河口域の干潟やヨシ原に巣穴を掘って生息する。

## 参考画像

独特のポーズで警戒する
アカテガニのオス，正面から．福岡県 糸島市．
アカテガニのオス，背面．福岡県 糸島市．
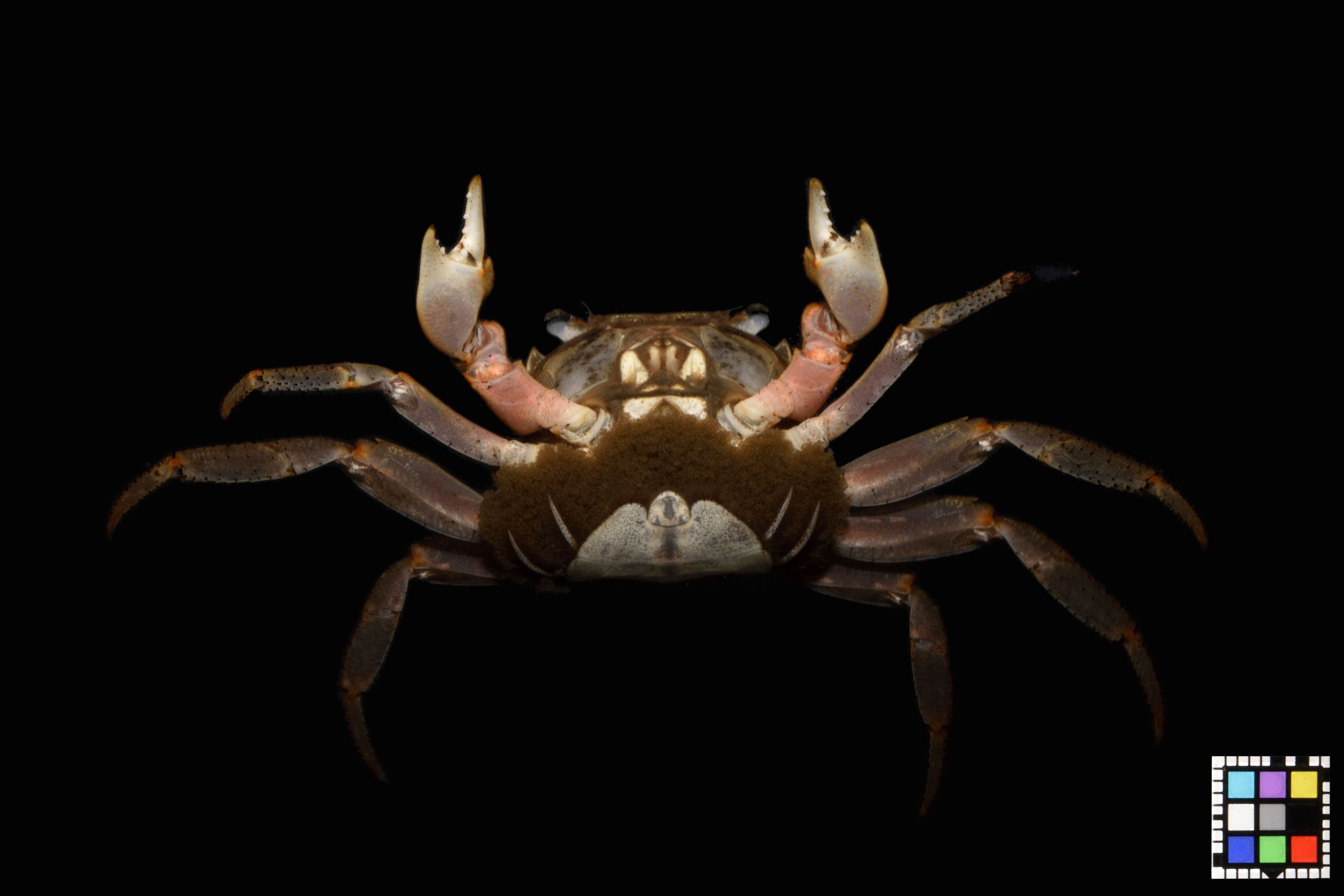
抱卵したアカテガニのメス（福岡県糸島市）